# ローラン・デュプイー
ローラン・デュプイー（フランス語:  Laurent Depouilly 、1963年10月26日 - ）は、フランス出身のフィギュアスケート選手（男子シングル）、フィギュアスケートコーチ。1984年サラエボオリンピックフランス代表。娘はクロエ・デュプイー。

## 経歴
1984年サラエボオリンピック15位。

1985年ネーベルホルン杯3位。
引退後はコーチとして活動している。娘のクロエの他、2003-2004シーズンとバンクーバーオリンピックのシーズンにはブライアン・ジュベールを指導した。

## 主な戦績
| 大会/年          | 1982–83 | 1983–84 | 1984–85 | 1985–86 |
| ---------------- | ------- | ------- | ------- | ------- |
| オリンピック     |         | 15      |         |         |
| 世界選手権       | 11      |         |         | 15      |
| 欧州選手権       | 9       | 11      |         | 8       |
| フランス選手権   | 2       | 2       | 3       | 1       |
| ネーベルホルン杯 |         |         |         | 3       |